# Defraggler
Defraggler è un freeware di deframmentazione sviluppato da Piriform Ltd. Defraggler permette la deframmentazione di file presenti nel disco rigido del computer.
Defraggler è in grado di deframmentare file su partizioni FAT32, NTFS o exFAT. Permette anche di visualizzare la localizzazione di un qualsiasi file sulla partizione specificata, e, volendo, di deframmentarlo singolarmente. 
Defraggler è supportato da Windows 2000 e dalle successive versioni, incluse 32bit e 64bit.